# Le Moissonneur d'épines
Le Moissonneur d'épines est un roman de Georges Govy publié en 1955 aux éditions de la Table Ronde et ayant reçu le prix Renaudot la même année.

## Éditions
- Le Moissonneur d'épines, éditions de la Table Ronde, 1955.